# Idiocerus blommeri
Idiocerus blommeri är en insektsart som beskrevs av Mitjaev 1990. Idiocerus blommeri ingår i släktet Idiocerus och familjen dvärgstritar. Inga underarter finns listade i Catalogue of Life.